# 李翹芬
李翹芬（1861年—？），字拔茹，廣東順德簡岸人。清朝政治人物、進士出身。

## 生平
光緒八年，鄉試中舉；光緒二十年（1894年）登進士，同年五月，改翰林院庶吉士。光緒二十四年四月，散館，授翰林院編修。后請假回籍，在家鄉順德鳳山書院任教。